# Грабоваць Войницький
45°19′ пн. ш. 15°38′ сх. д. / 45.32° пн. ш. 15.63° сх. д.
Грабоваць Войницький (хорв. Grabovac Vojnićki) — населений пункт у Хорватії, у Карловацькій жупанії у складі громади Крняк.

## Населення
Населення за даними перепису 2011 року становило 55 осіб.
Динаміка чисельності населення поселення: